# 藤原宅美
藤原 宅美（ふじわら の やかみ/たくみ）は、奈良時代の貴族。名は託美または詫美とも記される。藤原式家、内大臣・藤原良継の長男。官位は従四位下・越前守。平城・嵯峨天皇の外伯父。

## 経歴
父・良継が内臣に任ぜられ太政官の中心的人物となった宝亀2年（771年）に宅美は従五位下に叙爵する。のち右兵衛督に任ぜられ、宝亀5年（774年）には丹波守を兼帯する。
宝亀7年（776年）正月に従五位上に昇進し、3月に越前守に任官する。越前守は右兵衛督との兼帯か地方官として赴任したのか明らかでないが、同年9月には大伴伯麻呂がこれに任ぜられており、宅美は短期間で越前守の任から離れている。右兵衛督も翌宝亀8年（777年）に藤原百川が任ぜられている一方で、『続日本紀』に宅美に関する任官記事はなく、その消息ははっきりしない。
『尊卑分脈』では従四位下まで昇ったとする一方、長岡京で賊に殺害された旨の記載がある。これについても、従兄弟の藤原種継条に記載すべき内容の誤記か、あるいは延暦4年（785年）に発生した藤原種継暗殺事件に巻き込まれて殺害されたのか明らかではない。

## 官歴
注記のないものは『続日本紀』による。
- 時期不詳：正六位上
- 宝亀2年（771年） 11月25日：従五位下
- 時期不詳：右兵衛督
- 宝亀5年（774年） 3月5日：兼丹波守
- 宝亀7年（776年） 正月7日：従五位上。3月6日：越前守
- 時期不詳：従四位下[3]